# 金田中
金田中（かねたなか）は、東京都中央区銀座七丁目に本店を置く老舗料亭である。大正時代に、新橋の花街で創業した。

## 歴史
「田中屋」という名の大茶屋の仲居頭だった金子とらがのれん分けし、新橋の花街の待合として創業、自身の苗字の一字の「金」を付けて金田中とした。大正時代には「新喜楽」「吉兆」とともに“日本三大料亭”と称された。
銀座で関西割烹を営んでいた岡副鉄雄が仕出しをしていた大正時代創業の金田中を、当時の経営者からの願いで譲り受け、1945年（昭和20年）に新たに開店した。
鉄雄の一人息子である2代目の岡副昭吾（1930-2014）は、慶應義塾大学文学部国文科卒業後、大阪の料亭「つる家」での修業を経て1968年に経営を引き継ぎ、1985年には先代も社長を務めた新橋演舞場の5代目代表取締役社長にも就任、海外進出の第一歩として香港にも出店するなどした。昭吾の没後、子の岡副真吾が3代目を継いだ。

## 店舗
- 新ばし金田中 - 東京都中央区銀座七丁目18番17号
- 金田中 庵 - 東京都中央区銀座七丁目6番16号
- 数寄屋 金田中 - セルリアンタワー東急ホテル地下2階
- 金田中 草 - セルリアンタワー東急ホテル2階

## 経営陣
- 社長 - 岡副真吾、慶応義塾大学卒[5]
- 女将 - 岡副徳子、岡副真吾とは同級生で慶応義塾大学卒。父はキッコーマン社長を務めた中野孝三郎[6]。

## 不祥事
- 2023年4月5日、週刊新潮が労働環境について掲載した。記事によると暴言、過酷な労働環境などがあったとされる[7]

- 2025年4月11日、3代目社長の岡副真吾が覚醒剤およそ0.6グラムと乾燥大麻およそ1グラムを所持した疑いで[8]、覚醒剤取締法違反（所持）及び大麻所持の疑いで向島警察署に逮捕されていたことが明らかになった[9]。